# Xã Novesta, Michigan
Xã Novesta (tiếng Anh: Novesta Township) là một xã thuộc quận Tuscola, tiểu bang Michigan, Hoa Kỳ. Năm 2010, dân số của xã này là 1.491 người.